# Segunda fase da Copa Sul-Americana de 2020
A segunda fase da Copa Sul-Americana de 2020 foi disputada entre 27 de outubro e 5 de novembro. Participaram as 22 equipes classificadas da fase anterior mais as dez equipes transferidas da Copa Libertadores, com os vencedores de cada chave classificando-se para as oitavas de final.
As equipes se enfrentaram em jogos eliminatórios de ida e volta, classificando-se a que somasse o maior número de pontos. Em caso de igualdade em pontos, a regra do gol marcado como visitante seria utilizada para o desempate. Persistindo o empate, a vaga seria definida em disputa por pênaltis.

## Sorteio
Os cruzamentos entre as equipes para essa fase foi definido através de sorteio no Centro de Convenções da CONMEBOL em Luque, no Paraguai, em 23 de outubro.
No Pote 1 estavam as dez equipes eliminadas da Copa Libertadores (as oito que finalizaram em terceiro lugar na fase de grupos e as duas melhores eliminadas da terceira fase) mais os seis melhores da fase anterior da Copa Sul-Americana. No Pote 2 estavam as restantes 16 equipes classificadas da primeira fase.
| Pote 1 | Pote 2 |
| --- | --- |
| Atlético Tucumán Bahia Bolívar Caracas Defensa y Justicia Deportes Tolima Deportivo Cali Emelec Estudiantes de Mérida Huachipato Junior de Barranquilla Liverpool Peñarol River Plate São Paulo Universidad Católica | Atlético Nacional Audax Italiano Coquimbo Unido Fénix Independiente Lanús Melgar Millonarios Plaza Colonia River Plate Sol de América Sportivo Luqueño Sport Huancayo Unión de Santa Fe Vasco da Gama Vélez Sarsfield |

## Resultados
| Chave | Equipe 1          | Total       | Equipe 2               | Ida | Volta |
| ----- | ----------------- | ----------- | ---------------------- | --- | ----- |
| O1    | Independiente     | 2–1         | Atlético Tucumán       | 1–0 | 1–1   |
| O2    | Unión de Santa Fe | 2–2 (gf)    | Emelec                 | 0–1 | 2–1   |
| O3    | Unión La Calera   | 1–1 (gf)    | Deportes Tolima        | 0–0 | 1–1   |
| O4    | Sol de América    | 1–2         | Universidad Católica   | 0–0 | 1–2   |
| O5    | Millonarios       | 3–3 (4–5 p) | Deportivo Cali         | 1–2 | 2–1   |
| O6    | Sport Huancayo    | 3–2         | Liverpool              | 1–1 | 2–1   |
| O7    | Vasco da Gama     | 1–0         | Caracas                | 1–0 | 0–0   |
| O8    | Lanús             | 6–6 (gf)    | São Paulo              | 3–2 | 3–4   |
| O9    | Audax Italiano    | 2–4         | Bolívar                | 2–1 | 0–3   |
| O10   | Sportivo Luqueño  | 2–3         | Defensa y Justicia     | 1–2 | 1–1   |
| O11   | Coquimbo Unido    | 5–0         | Estudiantes de Mérida  | 3–0 | 2–0   |
| O12   | Vélez Sarsfield   | 1–1 (gf)    | Peñarol                | 0–0 | 1–1   |
| O13   | Atlético Nacional | 2–4         | River Plate            | 1–1 | 1–3   |
| O14   | Plaza Colonia     | 0–1         | Junior de Barranquilla | 0–1 | 0–0   |
| O15   | Melgar            | 1–4         | Bahia                  | 1–0 | 0–4   |
| O16   | Fénix             | 4–2         | Huachipato             | 3–1 | 1–1   |

### Chave O1
| 29 de outubro | Independiente       | 1 – 0     | Atlético Tucumán | Estádio Libertadores de América, Avellaneda |
| 21:30 (UTC−3) | S. Romero 27' (pen) | Relatório |                  | Árbitro: URU Christian Ferreyra             |

| 5 de novembro | Atlético Tucumán | 1 – 1     | Independiente | Estádio José Fierro, San Miguel de Tucumán |
| 21:30 (UTC−3) | Heredia 40'      | Relatório | S. Romero 20' | Árbitro: URU Andrés Cunha                  |

Independiente venceu por 2–1 no placar agregado.

### Chave O2
| 29 de outubro | Unión de Santa Fe | 0 – 1     | Emelec      | Estádio 15 de Abril, Santa Fe |
| 19:15 (UTC−3) |                   | Relatório | Barceló 43' | Árbitro: URU Andrés Cunha     |

| 5 de novembro | Emelec      | 1 – 2     | Unión de Santa Fe               | Estádio George Capwell, Guaiaquil |
| 17:15 (UTC−5) | Barceló 62' | Relatório | Cabrera 21' · Márquez 76' (pen) | Árbitro: CHI Ángelo Hermosilla    |

2–2 no placar agregado, Unión de Santa Fe avançou pela regra do gol fora de casa.

### Chave O3
| 27 de outubro | Unión La Calera | 0 – 0     | Deportes Tolima | Estádio Nicolás Chahuán Nazar, La Calera |
| 21:30 (UTC−3) |                 | Relatório |                 | Árbitro: ARG Fernando Echenique          |

| 3 de novembro | Deportes Tolima | 1 – 1     | Unión La Calera  | Estádio Manuel Murillo Toro, Ibagué |
| 19:30 (UTC−5) | Campaz 36'      | Relatório | A. Vilches 45+1' | Árbitro: ECU Augusto Aragón         |

1–1 no placar agregado, Unión La Calera avançou pela regra do gol fora de casa.

### Chave O4
| 29 de outubro | Sol de América | 0 – 0     | Universidad Católica | Estádio Luis Alfonso Giagni, Villa Elisa |
| 19:15 (UTC−3) |                | Relatório |                      | Árbitro: ARG Nicolás Lamolina            |

| 5 de novembro | Universidad Católica          | 2 – 1     | Sol de América  | Estádio San Carlos de Apoquindo, Santiago |
| 21:30 (UTC−3) | Buonanotte 64' · Zampedri 81' | Relatório | Viera 57' (pen) | Árbitro: ARG Fernando Espinoza            |

Universidad Católica venceu por 2–1 no placar agregado.

### Chave O5
| 28 de outubro | Millonarios | 1 – 2     | Deportivo Cali             | Estádio El Campín, Bogotá   |
| 19:30 (UTC−5) | Arango 46'  | Relatório | Colorado 75' · Menosse 85' | Árbitro: ECU Franklin Congo |

| 4 de novembro | Deportivo Cali | 1 – 2     | Millonarios                          | Estádio Deportivo Cali, Palmira |
| 19:30 (UTC−5) | Menosse 23'    | Relatório | Colorado 30' (g.c.) · Quiñones 90+3' | Árbitro: BRA Wilton Sampaio     |

|                                             |       | Penalidades                                   |  |
| Lizarazo Gómez Velasco Angulo Rodríguez Roa | 5 – 4 | Salazar Vargas Márquez Montoya Quiñones Silva |  |

3–3 no placar agregado, Deportivo Cali venceu por 5–4 na disputa de pênaltis.

### Chave O6
| 27 de outubro | Sport Huancayo | 1 – 1     | Liverpool   | Estádio Nacional, Lima   |
| 17:15 (UTC−5) | Ángeles 60'    | Relatório | Ramírez 54' | Árbitro: ECU Marlon Vera |

| 3 de novembro | Liverpool  | 1 – 2     | Sport Huancayo            | Estádio Luis Franzini, Montevidéu |
| 19:15 (UTC−3) | Ocampo 49' | Relatório | Morales 41' · Neumann 78' | Árbitro: PAR Arnaldo Samaniego    |

Sport Huancayo venceu por 3–2 no placar agregado.

### Chave O7
| 28 de outubro | Vasco da Gama  | 1 – 0     | Caracas | Estádio São Januário, Rio de Janeiro |
| 21:30 (UTC−3) | Tiago Reis 88' | Relatório |         | Árbitro: PER Michael Espinoza        |

| 4 de novembro | Caracas | 0 – 0     | Vasco da Gama | Estádio Olímpico da UCV, Caracas |
| 20:30 (UTC−4) |         | Relatório |               | Árbitro: COL Jhon Ospina         |

Vasco da Gama venceu por 1–0 no placar agregado.

### Chave O8
| 28 de outubro | Lanús                         | 3 – 2     | São Paulo        | Estádio La Fortaleza, Lanús     |
| 19:15 (UTC−3) | Sand 53', 84' · Quignon 90+1' | Relatório | Brenner 13', 87' | Árbitro: URU Christian Ferreyra |

| 4 de novembro | São Paulo                                                            | 4 – 3     | Lanús                                       | Estádio do Morumbi, São Paulo |
| 19:15 (UTC−3) | Daniel Alves 27' · Pablo 62' · Thaller 87' (g.c.) · Gabriel Sara 89' | Relatório | De la Vega 17' · Aguirre 44' · Orsini 90+3' | Árbitro: VEN Alexis Herrera   |

6–6 no placar agregado, Lanús avançou pela regra do gol fora de casa.

### Chave O9
| 27 de outubro | Audax Italiano             | 2 – 1     | Bolívar            | Estádio San Carlos de Apoquindo, Santiago |
| 19:15 (UTC−3) | Orellana 15' · Ramírez 84' | Relatório | Saavedra 23' (pen) | Árbitro: ARG Fernando Espinoza            |

| 3 de novembro | Bolívar                                     | 3 – 0     | Audax Italiano | Estádio Hernando Siles, La Paz |
| 18:15 (UTC−4) | Abrego 21' · Riquelme 69' · Fernández 90+7' | Relatório |                | Árbitro: PER Kevin Ortega      |

Bolívar venceu por 4–2 no placar agregado.

### Chave O10
| 28 de outubro | Sportivo Luqueño | 1 – 2     | Defensa y Justicia           | Estádio Luis Alfonso Giagni, Villa Elisa |
| 19:15 (UTC−3) | Vera 8'          | Relatório | Vera 31' (g.c.) · Romero 55' | Árbitro: URU Andrés Matonte              |

| 4 de novembro | Defensa y Justicia | 1 – 1     | Sportivo Luqueño | Estádio Norberto Tomaghello, Florencio Varela |
| 19:15 (UTC−3) | Romero 82'         | Relatório | Morales 45'      | Árbitro: URU Christian Ferreyra               |

Defensa y Justicia venceu por 3–2 no placar agregado.

### Chave O11
| 29 de outubro | Coquimbo Unido                            | 3 – 0     | Estudiantes de Mérida | Estádio Francisco Sánchez Rumoroso, Coquimbo |
| 19:15 (UTC−3) | Vallejos 50' · Aravena 59' · Palacios 71' | Relatório |                       | Árbitro: BOL Jordy Alemán                    |

| 5 de novembro | Estudiantes de Mérida | 0 – 2     | Coquimbo Unido           | Estádio Metropolitano, Mérida |
| 18:15 (UTC−4) |                       | Relatório | Abrigo 8' · Palacios 55' | Árbitro: ECU Luis Quiroz      |

Coquimbo Unido venceu por 5–0 no placar agregado.

### Chave O12
| 28 de outubro | Vélez Sarsfield | 0 – 0     | Peñarol | Estádio José Amalfitani, Buenos Aires |
| 21:30 (UTC−3) |                 | Relatório |         | Árbitro: PAR Derlis López             |

| 4 de novembro | Peñarol               | 1 – 1     | Vélez Sarsfield    | Estádio Campeón del Siglo, Montevidéu |
| 21:30 (UTC−3) | Rodríguez 90+6' (pen) | Relatório | Almada 90+3' (pen) | Árbitro: BRA Flávio de Souza          |

1–1 no placar agregado, Vélez Sarsfield avançou pela regra do gol fora de casa.

### Chave O13
| 28 de outubro | Atlético Nacional | 1 – 1     | River Plate   | Estádio Atanasio Girardot, Medellín |
| 17:15 (UTC−5) | Hernández 34'     | Relatório | Salaberry 69' | Árbitro: VEN Ángel Arteaga          |

| 4 de novembro | River Plate               | 3 – 1     | Atlético Nacional | Estádio Alfredo Víctor Viera, Montevidéu |
| 19:15 (UTC−3) | Arezo 5', 26' · Píriz 90' | Relatório | Duque 34'         | Árbitro: ARG Andrés Merlos               |

River Plate venceu por 4–2 no placar agregado.

### Chave O14
| 29 de outubro | Plaza Colonia | 0 – 1     | Junior de Barranquilla | Estádio Alberto Suppici, Colônia do Sacramento |
| 21:30 (UTC−3) |               | Relatório | Gutiérrez 87'          | Árbitro: ARG Andrés Merlos                     |

| 5 de novembro | Junior de Barranquilla | 0 – 0     | Plaza Colonia | Estádio Metropolitano, Barranquilla |
| 19:30 (UTC−5) |                        | Relatório |               | Árbitro: VEN Ángel Arteaga          |

Junior Barranquilla venceu por 1–0 no placar agregado.

### Chave O15
| 29 de outubro | Melgar                  | 1 – 0     | Bahia | Estádio Nacional, Lima       |
| 19:30 (UTC−5) | Nino Paraíba 80' (g.c.) | Relatório |       | Árbitro: COL Carlos Betancur |

| 5 de novembro | Bahia                                        | 4 – 0     | Melgar | Arena Fonte Nova, Salvador  |
| 21:30 (UTC−3) | Fessin 12', 34' · Gregore 20' · Gilberto 35' | Relatório |        | Árbitro: CHI Cristian Garay |

Bahia venceu por 4–1 no placar agregado.

### Chave O16
| 28 de outubro | Fénix                           | 3 – 1     | Huachipato         | Estádio Alfredo Víctor Viera, Montevidéu |
| 19:15 (UTC−3) | Nequecaur 53', 62' · Scorza 81' | Relatório | Sánchez Sotelo 77' | Árbitro: PAR Arnaldo Samaniego           |

| 4 de novembro | Huachipato           | 1 – 1     | Fénix         | Estádio CAP, Talcahuano |
| 19:15 (UTC−3) | Rodríguez 73' (g.c.) | Relatório | Nequecaur 81' | Árbitro: BOL Ivo Méndez |

Fénix venceu por 4–2 no placar agregado.